# Fasaneninsel (Eutin)
Die Fasaneninsel ist neben der so genannten Liebesinsel eine der beiden Inseln im Süden des Großen Eutiner Sees, der am nordöstlichen Rand der Stadt Eutin im schleswig-holsteinischen Kreis Ostholstein gelegen ist. Die Insel ist etwa 150 × 200 Meter groß und hat eine Fläche von ca. 2,1 Hektar. Die Fasaneninsel ist einer der Zielpunkte der Blickachsen des (ehemaligen) Barockgartens des Eutiner Schlosses, in dessen Zeit auch die Entstehung des heutigen Namens fällt, als dort eine Fasanerie errichtet wurde.

## Geschichte

### Die Anfänge der Besiedlung Eutins
Die Fasaneninsel war ab dem 9. Jahrhundert Standort einer wendischen Burg – die den Namen Utin erhielt – und Zentrum des gleichnamigen Gaues war. Die Burg war mit dem Ufer über eine Brücke verbunden.
Die Burg wurde bei der Eroberung Wagriens 1138/39 durch die Holsten zerstört – die nachfolgende Siedlung wurde am Ufer errichtet und entwickelte sich zur heutigen Stadt Eutin.

### Die Insel als Teil des Eutiner Schlossgeländes
Während der Eutiner Zeit als Residenzstadt wurde die Fasaneninsel als Blickobjekt in den Schlossgarten eingebunden und wurde u. a. auch als Standort für einen Fasanenzucht des örtlichen Hofes genutzt, wodurch ihr heutiger Name entstand.

### Gegenwart
Die Insel befindet sich heutzutage in Privatbesitz, wird aber nicht mehr bewohnt. Sie wurde im April 2014 in einem Verfahren vor dem Amtsgericht Eutin zwangsversteigert und in eine private Stiftung eingebracht, die von der Stiftung Naturschutz Schleswig-Holstein treuhänderisch geführt wird. Eigentlich sollte sie in der Folge der Öffentlichkeit zugänglich gemacht werden. So war 2016 vorgesehen, die Insel in die Landesgartenschau, die in dem Jahr in Eutin stattfand, einzubinden. Das Vorhaben wurde aber aufgrund andauernder Rechtsstreitigkeiten nicht realisiert. Ebenso ist ein weiteres Verkaufsverfahren, in dem die Stadt Eutin ein Vorkaufsrecht wahrnehmen möchte, im Mai 2020 schwebend.